# Дискографија Меган Трејнор
Америчка кантауторка Меган Трејнор издала је два студијска албума, два ЕП-а, два албума уживо, двадесет и један сингл (четири као гостујући извођач), двадесет и један музички спот, три самостална албума и дванаест промотивних синглова. Самостално је издала албуме Meghan Trainor (2009), I'll Sing with You (2011) и Only 17 (2011). Ови албуми повучени су са тиража када је потписала уговор са издавачком кућом Epic Records у фебруару 2014. године. Трејнорин први сингл, All About That Bass, објавила је 30. јуна 2014. године, и био је на врху Билборд хот 100 топ-листе осам недеља за редом. Ово је постао сингл Epic Records-а који је најдуже био на првом месту у Сједињеним Америчким Државама, надмашивши песме Billie Jean (1983) и Black or White (1991) Мајкла Џексона. Био је на врху националних листи педесет и осам земаља и постао је један од најпродаванијих синглова свих времена. Од 2015. године, продато је више од једанаест милиона примерака широм света. Сингл All About That Bass добио је дијамантски серфикат Америчког удружења дискографских кућа, а претходно је њен први ЕП, Title (2014), достигао на 15. место на Билборд 200 топ-листи у септембру 2014. године.
Свој други сингл, Lips Are Movin, објавила је 21. октобра 2014. године и он је достигао на четврто место на америчкој топ-листи Билборд хот 100. Сингл је касније сертификован четвороструком платином од стране Америчког удружења дискографских кућа. Песма је претходила Трејнорином првом главном студијском албуму Title (2015), који је заменио истоимени ЕП на iTunes Store-у. Убрзо након објављивања, албум је достигао на врх Билборд 200 листе. Како би се повећао комерционални успех албума објављена су још два сингла Dear Future Husband и Like I'm Gonna Lose You од којих је први извела самостално, а други заједно са америчким певачем Џоном Легендом. Оба сингла су достигла на првих 15 места на Билборд хот 100 листи и вишеструко су сертификовани платином у Сједињеним Америчким Државама. Сингл Like I'm Gonna Lose You је доспео на прво место у Аустралији и на Новом Зеланду.
Трејнорова је 4. марта 2016. године објавила песму No као водећи сингл свог другог главног студијског албума, Thank You. Песма је достигла на треће место на топ-листи Билборд хот 100, а убрзо након тога је награђена и двоструком платином од стране Америчког удружења дискографских кућа. Следећи сингл, Me Too, објављен је 5. маја 2016. године, а такође је достигао на 13. место на топ-листи Билборд хот 100 и сертификован је троструком платином. Сингл Thank You, објављен је 6. мај 2016, дебитовајућу на трећем месту на Билборд 200 топ-листи, а касније је и награђен платином. Песма Better објављена је као трећи сингл албума. Водећи сингл Трејнориног трећег главног студијског албума Treat Myself, назван No Excuses, објављен је 1. марта 2018. године и достигао је 46. место на Билборд хот 100. Синглови Let You Be Right и Can't Dance објављени су као други и трећи сингл албума. Песма All the Ways објављена је 11. фебруара 2019. године на радију за одрасле као водећи сингл Трејноринг другог ЕП-а, The Love Train, који је објабљен 8. фебруара 2019.

## Албуми

### Студијски албуми
| Назив        | Детаљи                                                                                             | Позиција       | Позиција       | Позиција       | Позиција       | Позиција       | Позиција       | Позиција       | Позиција       | Позиција       | Позиција       | Број проданих примерака            | Сертификати |
| Назив        | Детаљи                                                                                             | САД            | АУС            | АУТ            | КАН            | НЕМ            | ХОЛ            | НЗ             | ШВЕ            | ШВА            | УК             | Број проданих примерака            | Сертификати |
| ------------ | -------------------------------------------------------------------------------------------------- | -------------- | -------------- | -------------- | -------------- | -------------- | -------------- | -------------- | -------------- | -------------- | -------------- | ---------------------------------- | --- |
| Title        | - Датум објављивања: 9. јануар 2015. - Издавачка кућа: Епик - Формат: ЦД, ЛП, виртуелно преузимање | 1              | 1              | 13             | 1              | 14             | 16             | 1              | 5              | 2              | 1              | - Свет: 1.800.000 - САД: 1,007,000 | - Америчко удружење дискографских кућа: 3× Платинасти - Аустралијско удружење дискографских кућа: 2× Платинасти - Британска фонографска индустрија: Платинасти - Шведско удружење дискографских кућа: Платинасти - МЦ: 3× Платинасти - НВПИ: Златни - РМНЗ: Платинасти |
| Thank You    | - Датум објављивања: 13. мај 2016, - Издавачка кућа: Епик - Формат: ЦД, ЛП, виртуелно преузимање   | 3              | 3              | 20             | 4              | 25             | 20             | 5              | 22             | 16             | 5              | - САД: 282.872                     | - Америчко удружење дискографских кућа: Платинасти - Аустралијско удружење дискографских кућа: Платинасти - МЦ: Платинасти - Британска фонографска индустрија: Сребрни                                                                                                 |
| Treat Myself | - Биће објављено: 31. јануара 2020. - Издавачка кућа: Епик - Формат: ЦД, ЛП, виртуелно преузимање  | Биће објављено | Биће објављено | Биће објављено | Биће објављено | Биће објављено | Биће објављено | Биће објављено | Биће објављено | Биће објављено | Биће објављено | Биће објављено                     | Биће објављено |

### Самостални албуми
| Назив              | Детаљи |
| ------------------ | --- |
| Meghan Trainor     | - Датум објављивања: 25. децембар 2009. - Издавачка кућа: Самостално објављено - Формат: ЦД, виртуелно преузимање Списак песама - 1. I'll Wake Up for You - 2. Waterfalls - 3. Quite the Adventure - 4. Locked in Love - 5. Falling - 6. Don't Fall Tonight - 7. Don't Let Me Down - 8. Hey Mr. - 9. Overdrive - 10. Learning to Say I Love You - 11. See You Smile - 12. One Chance - 13. No Matter What You Do - 14. Want Me to Stay - 15. You Got the Best of Me - 16. Dad - 17. Simple Love - 18. Take These Tears |
| I'll Sing with You | - Датум објављивања: 31. јануар 2011. - Издавачка кућа: Самостално објављено - Формат: ЦД, виртуелно преузимање Списак песама - 1. I'll Sing with You - 2. Sweet, Sweetie Pie - 3. Free to Fly (са Мајком Виприном) - 4. Back to My Home (са Метјуом Миглиоцијем) - 5. Love, Love, Love - 6. Whisper - 7. Out the Door - 8. Remember - 9. Hold on to the Ones You Love - 10. Why'd You Have to Go? - Посебно издање - 11. Take Care of Our Soldiers                                                                    |
| Only 17            | - Датум објављивања: 14. септембар 2011. - Издавачка кућа: Самостално објављено - Формат: ЦД, виртуелно преузимање Списак песама - 1. Window - 2. Never Ever - 3. Single - 4. Something to Believe In - 5. This Love - 6. Tumble (са Гаријем Трејнором) - 7. Leave a Kiss - 8. When Did You Fall? - 9. Love Me More - 10. Pick Me Up - 11. Shoowap Shoowah (са Гаријем Трејнором) - 12. Broken Puzzle - 13. Cupid (са Гаријем Трејнором)                                                                               |

## ЕП-ови

### Студијски ЕП-ови
| Назив          | Детаљи                                                                                             | Позиција | Позиција | Позиција | Број проданих примерака |
| Назив          | Детаљи                                                                                             | САД      | КАН      | ДАН      | Број проданих примерака |
| -------------- | -------------------------------------------------------------------------------------------------- | -------- | -------- | -------- | ----------------------- |
| Title          | - Датум објављивања: 9. септембар 2014. - Издавачка кућа: Епик - Формат: ЦД, виртуелно преузимање  | 15       | 17       | 35       | - САД: 171.000          |
| The Love Train | - Датум објављивања: 8. фебруар 2019. - Издавачка кућа: Епик - Формат: Виртуелно преузимање, стрим | —        | —        | —        |                         |

### ЕР-ови уживо
| Назив            | Детаљи                                                                       | Напомене |
| ---------------- | ---------------------------------------------------------------------------- | --- |
| Spotify Sessions | - Датум објављивања: 6. март 2015. - Издавачка кућа: Епик - Формат: Стрим    | - Уживо ЕР Spotify Sessions снимљен је искључиво за Спотифај. Састоји се од уживо изведби песама Lips Are Movin, Title, All About That Bass, Stay with Me (песма Сема Смита), Don't Stop (песма бенда 5 Seconds of Summer) и Can't Help Falling in Love (песма Елвиса Преслија). |
| Spotify Singles  | - Датум објављивања: 22. август 2018. - Издавачка кућа: Епик - Формат: Стрим | - Уживо ЕР Spotify Singles снимљен је искључиво за Спотифај. Састоји се од уживо изведби песама Let You Be Right и Normal (песма Саше Слоун). |

## Синглови

### Као главни извођач
| Назив                                                                               | Година | Позиције | Позиције | Позиције | Позиције | Позиције | Позиције | Позиције | Позиције | Позиције | Позиције | Сертификати | Албум                |
| Назив                                                                               | Година | САД      | АУС      | АУТ      | КАН      | НЕМ      | ХОЛ      | НЗ       | ШВЕ      | ШВА      | УК       | Сертификати | Албум                |
| ----------------------------------------------------------------------------------- | ------ | -------- | -------- | -------- | -------- | -------- | -------- | -------- | -------- | -------- | -------- | --- | -------------------- |
| All About That Bass                                                                 | 2014.  | 1        | 1        | 1        | 1        | 1        | 3        | 1        | 3        | 1        | 1        | - Америчко удружење дискографских кућа: Дијамантски - Аустралијско удружење дискографских кућа: 9× Платинасти - Британска фонографска индустрија: 2× Платинасти - БВМИ: Платинасти - ГЛФ: 3× Платинасти - ИФПИ АУТ: Платинасти - ИФПИ ШВЕ: Платинасти - МЦ: 8× Платинасти - РМНЗ: 3× Платинасти | Title                |
| Lips Are Movin                                                                      | 2014.  | 4        | 3        | 6        | 7        | 10       | 10       | 5        | 28       | 18       | 2        | - Америчко удружење дискографских кућа: 4× Платинасти - Аустралијско удружење дискографских кућа: 4× Платинасти - Британска фонографска индустрија: Платинасти - БВМИ: Златни - ГЛФ: Платинасти - МЦ: 3× Платинасти - РМНЗ: Платинасти                                                          | Title                |
| Dear Future Husband                                                                 | 2015.  | 14       | 9        | 14       | 22       | 37       | 45       | 27       | 58       | 57       | 20       | - Америчко удружење дискографских кућа: 3× Платинасти - Аустралијско удружење дискографских кућа: 4× Платинасти - Британска фонографска индустрија: Златни - ГЛФ: Платинасти - МЦ: 3× Платинасти - РМНЗ: Златни                                                                                 | Title                |
| Like I'm Gonna Lose You (са Џоном Леџендом)                                         | 2015.  | 8        | 1        | —        | 8        | —        | 34       | 1        | 67       | 69       | 99       | - Америчко удружење дискографских кућа: 4× Платинасти - Аустралијско удружење дискографских кућа: 5× Платинасти - Британска фонографска индустрија: Сребрни - ГЛФ: Златни - МЦ: 4× Платинасти - РМНЗ: 2× Платинасти                                                                             | Title                |
| No                                                                                  | 2016.  | 3        | 9        | 7        | 10       | 12       | 34       | 18       | 34       | 28       | 11       | - Америчко удружење дискографских кућа: 2× Платинасти - Аустралијско удружење дискографских кућа: 3× Платинасти - Британска фонографска индустрија: Платинасти - БВМИ: Златни - ГЛФ: Златни - МЦ: 3× Платинасти - РМНЗ: Златни                                                                  | Thank You            |
| Me Too                                                                              | 2016.  | 13       | 4        | 60       | 9        | 62       | —        | —        | —        | —        | 84       | - Америчко удружење дискографских кућа: 3× Платинасти - Аустралијско удружење дискографских кућа: 4× Платинасти - Британска фонографска индустрија: Сребрни - МЦ: 4× Платинасти | Thank You            |
| Better (са Јо Готијем)                                                              | 2016.  | —        | —        | —        | —        | —        | —        | —        | —        | —        | —        | | Thank You            |
| I'm a Lady                                                                          | 2017.  | —        | —        | —        | —        | —        | —        | —        | —        | —        | —        | | Не-албумски сингл    |
| No Excuses                                                                          | 2018.  | 46       | 60       | —        | 49       | —        | —        | —        | —        | 73       | 70       | - Америчко удружење дискографских кућа: Платинасти - Аустралијско удружење дискографских кућа: Платинасти - МЦ: Платинасти | Treat Myself         |
| Let You Be Right                                                                    | 2018.  | —        | —        | —        | —        | —        | —        | —        | —        | —        | —        | | Не-албумски сингл    |
| Can't Dance                                                                         | 2018.  | —        | —        | —        | —        | —        | —        | —        | —        | —        | —        | | Не-албумски сингл    |
| Just Got Paid (са Сигалом, Елом Ејр и Френч Монтаном)                               | 2018.  | —        | —        | —        | —        | —        | —        | —        | —        | —        | 11       | - Аустралијско удружење дискографских кућа: Златни - Британска фонографска индустрија: Златни | Brighter Days        |
| Hey DJ (са бендом CNCO и Шоном Полом)                                               | 2018.  | —        | —        | —        | —        | —        | —        | —        | —        | 95       | —        | | Не-албумски сингл    |
| All the Ways                                                                        | 2019.  | —        | —        | —        | —        | —        | —        | —        | —        | —        | —        | | The Love Train       |
| With You (са Каскејдом)                                                             | 2019.  | —        | —        | —        | —        | —        | —        | —        | —        | —        | —        | | Не-албумски сингл    |
| Run Like the River                                                                  | 2019.  | —        | —        | —        | —        | —        | —        | —        | —        | —        | —        | | Playmobil: The Movie |
| Wave (са Мајком Сабатом)                                                            | 2019.  | —        | —        | —        | —        | —        | —        | —        | —        | —        | —        | | Treat Myself         |
| „—” означава издања која нису била на листама или нису била објављена у тој држави. |        |          |          |          |          |          |          |          |          |          |          | |                      |

### Као гостујући музичар
| Назив                                                                                       | Година | Позиција | Позиција | Позиција | Позиција | Позиција | Позиција | Позиција | Позиција | Позиција | Позиција | Сертификати | Албум             |
| Назив                                                                                       | Година | US       | AUS      | AUT      | FRA      | IRE      | ITA      | NL       | NZ       | SWI      | UK       | Сертификати | Албум             |
| ------------------------------------------------------------------------------------------- | ------ | -------- | -------- | -------- | -------- | -------- | -------- | -------- | -------- | -------- | -------- | --- | ----------------- |
| "Marvin Gaye" (Charlie Puth featuring Meghan Trainor)                                       | 2015   | 21       | 4        | 3        | 1        | 1        | 6        | 11       | 1        | 2        | 1        | - RIAA: 2x Platinum - ARIA: 2× Platinum - BPI: Platinum - FIMI: 3× Platinum - IFPI SWI: Platinum - MC: 3x Platinum - RMNZ: Platinum | Nine Track Mind   |
| "Boys Like You" (Who Is Fancy featuring Meghan Trainor and Ariana Grande)                   | 2015   | —        | —        | —        | —        | —        | —        | 44       | 26       | —        | —        | - RMNZ: Gold | Non-album singles |
| "Hands" (among Artists for Orlando)                                                         | 2016   | —        | —        | —        | —        | —        | —        | —        | —        | —        | —        | | Non-album singles |
| "More than Friends" (Jason Mraz featuring Meghan Trainor)                                   | 2018   | —        | —        | —        | —        | —        | —        | —        | —        | —        | —        | | Know.             |
| "—" озачава издање које или није дебитовало на листи или није дебитовало на тој територији. |        |          |          |          |          |          |          |          |          |          |          | |                   |

### Промотивни синглови
| "Take Care of Our Soldiers"                                                                 | 2010 | — | —  | —  | —  |                                   | I'll Sing with You           |
| "Who I Wanna Be"                                                                            | 2012 | — | —  | —  | —  |                                   | non-album promotional single |
| "Better When I'm Dancin'"                                                                   | 2015 | 1 | 76 | 93 | 99 | - ARIA: Platinum - RIAA: Platinum | The Peanuts Movie            |
| "Watch Me Do"                                                                               | 2016 | — | —  | —  | —  |                                   | Thank You                    |
| "I Love Me" (with LunchMoney Lewis)                                                         | 2016 | — | —  | —  | —  |                                   | Thank You                    |
| "Mom" (featuring Kelli Trainor)                                                             | 2016 | — | —  | —  | —  |                                   | Thank You                    |
| "All the Ways"                                                                              | 2018 | — | —  | —  | —  |                                   | Treat Myself                 |
| "Treat Myself"                                                                              | 2018 | — | —  | —  | —  |                                   | Treat Myself                 |
| "—" озачава издање које или није дебитовало на листи или није дебитовало на тој територији. |      |   |    |    |    |                                   |                              |

## Остале графиконске песме
| "Title"                                                                                     | 2014 | 100 | — | —  | —  | 9 | —  | —  | - RIAA: Gold - RMNZ: Gold | Title                      |
| "I'll Be Home"                                                                              | 2014 | —   | 5 | 52 | 72 | — | 35 | 93 |                           | I'll Be Home for Christmas |
| "No Good for You"                                                                           | 2015 | —   | — | —  | —  | — | 91 | —  |                           | Title                      |
| "Baby, It's Cold Outside" (Brett Eldredge featuring Meghan Trainor)                         | 2016 | —   | 1 | 83 | —  | — | —  | —  |                           | Glow                       |
| "—" озачава издање које или није дебитовало на листи или није дебитовало на тој територији. |      |     |   |    |    |   |    |    |                           |                            |

## Остала појављивања
| Назив                     | Година | Извођач(и)                   | Албум             |
| ------------------------- | ------ | ---------------------------- | ----------------- |
| "Brave Honest Beautiful"  | 2015   | Fifth Harmony                | Reflection        |
| "Painkiller"              | 2015   | Jason Derulo                 | Everything Is 4   |
| "Good to Be Alive"        | 2015   | None                         | The Peanuts Movie |
| "Forgive Me Father"       | 2016   | DJ Khaled, Wiz Khalifa, Wale | Major Key         |
| "Someday"                 | 2016   | Michael Bublé                | Nobody but Me     |
| "Baby, It's Cold Outside" | 2016   | Brett Eldredge               | Glow              |

## Музички видеи
| Назив                                                     | Година             | Продуцент(и)        | Ref.               |                    |
| Као главни извођач                                        | Као главни извођач | Као главни извођач  | Као главни извођач | Као главни извођач |
| --------------------------------------------------------- | ------------------ | ------------------- | ------------------ | ------------------ |
| "All About That Bass"                                     | 2014               | Fatima Robinson     | [ 104 ]            |                    |
| "Lips Are Movin"                                          | 2014               | Philip Andelman     | [ 106 ]            |                    |
| "Dear Future Husband"                                     | 2015               | Fatima Robinson     | [ 108 ]            |                    |
| "Like I'm Gonna Lose You"                                 | 2015               | Constellation Jones | [ 109 ]            |                    |
| "Better When I'm Dancin'"                                 | 2015               | Philip Andelman     | [ 111 ]            |                    |
| "Title"                                                   | 2015               | Anthony Phan        | [ 112 ]            |                    |
| "No"                                                      | 2016               | Fatima Robinson     | [ 114 ]            |                    |
| "Me Too"                                                  | 2016               | Hannah Lux Davis    | [ 116 ]            |                    |
| "Better"                                                  | 2016               | Tim Mattia          | [ 118 ]            |                    |
| "I'm a Lady"                                              | 2017               | Hannah Lux Davis    | [ 120 ]            |                    |
| "No Excuses"                                              | 2018               | Colin Tilley        | [ 122 ]            |                    |
| "Let You Be Right"                                        | 2018               | Colin Tilley        | [ 122 ]            |                    |
| "Just Got Paid"                                           | 2018               | Dano Cerny          | [ 125 ]            |                    |
| Као гостујући извођач                                     |                    |                     |                    |                    |
| "Marvin Gaye" (Charlie Puth featuring Meghan Trainor)     | 2015               | Marc Klasfeld       | [ 127 ]            |                    |
| "More than Friends" (Jason Mraz featuring Meghan Trainor) | 2018               | Darren Doane        | [ 129 ]            |                    |